# Dacă e marți, e Belgia

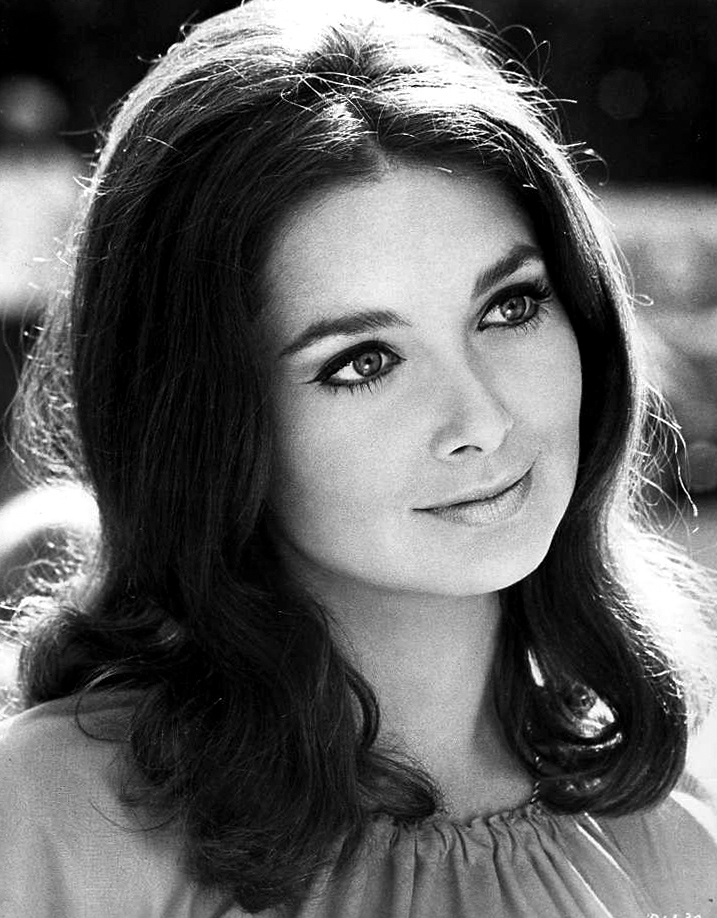
Suzanne Pleshette în rolul Samanthei Perkins

Dacă e marți, e Belgia (titlul original: în engleză If It's Tuesday, This Must Be Belgium) este o comedie americană, realizată în 1969, sub regia lui Mel Stuart în locuri originale din Europa. La filmări au participat nenumărate vedete internaționale în apariții cameo precum Miss Belgia din acel timp, Sonya Doumen. Cântecul de titlu If it’s Tuesday, this must be Belgium a  fost compus de Donovan și interpretat de J.P. Rags.
O poveste de dragoste se înfiripă într-un grup de turiști care timp de 18 zile vizitează cu un autocar nouă țari din Europa. Fiecare participant are experiențe și pățanii deosebite, care sunt povestite într-un mod lejer, alert și plin de umor. 

## Rezumat
Charlie este un ghid englez care conduce un grup de turiști americani într-un tur de vizită cu autocarul, a unor puncte turistice în nouă țari din Europa. În grupul foarte eterogen condus acuma, fac parte o tânără frumoasă, Samantha, cu care dorește neapărat să aibă o afacere amoroasă, un bărbat care dorește o pereche de pantofi italienești făcuți la comandă de un anumit pantofar din Roma, un „colecționar” de tot felul de obiecte șterpelite din hotelurile pe unde sunt sălășuiți și încă câțiva tipi cu dorințe ciudate care mai de care...

## Distribuție

### Protagoniști
- Suzanne Pleshette – Samantha Perkins
- Ian McShane – Charlie Cartwright
- Mildred Natwick – Jenny Grant
- Murray Hamilton – Fred Ferguson
- Sandy Baron – John Marino
- Michael Constantine – Jack Harmon
- Norman Fell – Harve Blakely
- Peggy Cass – Edna Ferguson
- Marty Ingels – Bert Greenfield
- Pamela Britton – Freda
- Reva Rose – Irma Blakely
- Aubrey Morris – Harry Dix
- Hilarie Thompson – Shelly Ferguson
- Luke Halpin – Bo
- Mario Carotenuto – Giuseppe
- Patricia Routledge – Dna. Featherstone
- Marina Berti – Gina
- Ermelinda De Felice – italianca din accidentul de automobil
- Paul Esser – agentul german
- Jenny White – Dot
- Ben Gazzara –	jucătorul de cărți
- Catherine Spaak –	femeia care poza pentru fotograf

### Aparițiicameo
- Senta Berger
- John Cassavetes
- Joan Collins
- Vittorio De Sica
- Donovan interpretând „Lord of the Reedy River”
- Sonya Doumen
- Anita Ekberg
- Virna Lisi
- Elsa Martinelli
- Robert Vaughn